# Jan Fischer (zapaśnik)
Jan Fischer (ur. 29 kwietnia 1986) – niemiecki zapaśnik walczący w stylu klasycznym. Zajął dziewiąte miejsce na mistrzostwach świata w 2007. Zdobył dwa medale na mistrzostwach Europy w latach 2007 - 2010. Siódmy w Pucharze Świata w 2015. Trzeci na wojskowych MŚ w 2008. Wicemistrz świata juniorów w 2006. Trzeci na ME w 2004 i 2005 roku.
Mistrz Niemiec w 2007, 2008, 2009, 2010 i 2016, drugi w 2015, a trzeci w 2006 i 2011 roku.